# Wożuczyn (gromada)
Wożuczyn – dawna gromada, czyli najmniejsza jednostka podziału terytorialnego Polskiej Rzeczypospolitej Ludowej w latach 1954–1972.
Gromady, z gromadzkimi radami narodowymi (GRN) jako organami władzy najniższego stopnia na wsi, funkcjonowały od reformy reorganizującej administrację wiejską przeprowadzonej jesienią 1954 do momentu ich zniesienia z dniem 1 stycznia 1973, tym samym wypierając organizację gminną w latach 1954–1972.
Gromadę Wożuczyn z siedzibą GRN w Wożuczynie utworzono – jako jedną z 8759 gromad na obszarze Polski – w powiecie tomaszowskim w woj. lubelskim na mocy uchwały nr 16 WRN w Lublinie z dnia 5 października 1954. W skład jednostki weszły obszary dotychczasowych gromad Wożuczyn, Kozia Wola, Zwiartówek i Siemierz ze zniesionej gminy Komarów oraz obszar dotychczasowej gromady Czartowczyk ze zniesionej gminy Tyszowce w tymże powiecie. Dla gromady ustalono 27 członków gromadzkiej rady narodowej.
1 stycznia 1960 do gromady Wożuczyn włączono wieś i kolonię Kraczew, kolonię Kraczew-Pustki oraz wieś Niedźwiedzia Góra ze zniesionej gromady Zubowice w tymże powiecie.
31 grudnia 1961 z gromady Wożuczyn wyłączono wieś Niedźwiedzia Góra (składającą się z byłej kolonii Płozów i Przewale), włączając ją do gromady Tyszowce w tymże powiecie.
Gromada przetrwała do końca 1972 roku, czyli do kolejnej reformy gminnej.